# Brian Koglin
Brian Lukas Koglin (* 7. Januar 1997 in Hamburg) ist ein deutscher Fußballspieler, der bei Roda JC Kerkrade unter Vertrag steht.

## Karriere
Nachdem Koglin im Jugendbereich neben dem FC St. Pauli auch bei Eintracht Norderstedt und der TuS Berne gespielt hatte, hatte er am 31. Oktober 2016 im Spiel gegen den 1. FC Nürnberg seinen ersten Einsatz bei der Profis in der 2. Liga. Das Spiel endete 1:1. Im Sommer 2019 verließ Koglin den Kiez-Klub, für den er in sechs Jahren 83-mal in der U23-Mannschaft eingesetzt wurde und siebenmal für die Profis auf dem Platz stand, davon einmal im DFB-Pokal.
Zur Saison 2019/20 schloss sich der Abwehrspieler dem in die 3. Liga abgestiegenen 1. FC Magdeburg an, bei dem er einen bis Juni 2021 gültigen Vertrag erhielt. Unter Magdeburg-Trainer Stefan Krämer debütierte Koglin am 28. Juli 2019 beim Auswärtsspiel gegen den FSV Zwickau im Dress des FCM. Bis zum Saisonende brachte er es auf 28 Drittliga-Einsätze und schaffte den Klassenerhalt. Um selbigen ging es auch in der Folgesaison und wurde ebenfalls erreicht. In 20 Partien konnte Koglin daran mitwirken.
Koglin wechselte im Juni 2021 in die Niederlande zum in die Eerste Divisie abgestiegenen Zweitligisten VVV Venlo, unterschrieb einen Kontrakt über zwei Jahre und traf dort auf seine ehemaligen Trainer aus Hamburger Zeiten Jos Luhukay. Dort wurde er Stammspieler und fungierte in der Rückrunde 2021/22 nach dem Abgang des bisherigen Kapitäns Danny Post als Mannschaftskapitän, ehe zur neuen Saison Sven Braken als Kapitän bestimmt wurde. Nach Auslaufen seines Vertrags schloss sich Koglin im Sommer 2023 dem Ligakonkurrenten Roda JC Kerkrade an, bei dem er ebenfalls einen Zweijahresvertrag bis 2025 unterschrieb.